# Bourbeuse
Bourbeuse – rzeka we Francji o długości 39,8 kilometra, dopływ rzeki Allaine. Wpada częściowo także do Rodanu, Doubs oraz Saony.
Źródło rzeki znajduje się w rzece Madeleine. Rzeka przepływa przez departament Territoire de Belfort.
Wpada do Allaine w pobliżu kanału Rodan – Ren w okolicy miasta Bourogne.

## Miasta, przez które przepływa rzeka
- Bourogne